# Little Witley
Little Witley – wieś w Anglii, w hrabstwie Worcestershire, w dystrykcie Malvern Hills. Leży 12 km na północny zachód od miasta Worcester i 173 km na północny zachód od Londynu.